# Giải bóng đá nữ vô địch U19 quốc gia 2018
Giải bóng đá nữ vô địch U19 quốc gia 2018 là giải bóng đá nữ dành cho lứa tuổi U19 ở Việt Nam. Đây là mùa giải thứ 12 do VFF tổ chức. Giải diễn ra theo hai lượt (lượt đi và lượt về) để tính điểm xếp hạng từ ngày 11 tháng 8 đến ngày 26 tháng 8 năm 2018 trên Sân vận động Thanh Trì, Hà Nội.

## Các đội bóng
Tính đến ngày 11 tháng 8 năm 2018 trên trang chủ VFF.
- U19 Hà Nội
- U19 Thành phố Hồ Chí Minh
- U19 Than Khoáng Sản Việt Nam
- U19 Phong Phú Hà Nam.[2]

## Điều lệ giải đấu
Bốn Đội thi đấu vòng tròn hai lượt (lượt đi và lượt về) tập trung để tính điểm, xếp hạng:
- Tổng số điểm của các Đội;
- Thành tích đối đầu: Tổng số điểm, hiệu số của tổng số bàn thắng trừ tổng số bàn thua, tổng số bàn thắng;
- Hiệu số của tổng số bàn thắng trừ tổng số bàn thua, Tổng số bàn thắng;
- Bốc thăm (trong trường hợp chỉ có hai đội có các chỉ số trên bằng nhau và còn thi đấu trên sân thì sẽ tiếp tục thi đá luân lưu 11m để xác định đội xếp trên).[3]

## Kết quả chi tiết

### Vòng 1
| U19 Phong Phú Hà Nam          | 1–0      | U19 Than Khoáng Sản Việt Nam |
| ----------------------------- | -------- | ---------------------------- |
| Nguyễn Thị Giang 11' (ph.l.n) | Chi tiết |                              |

| U19 Hà Nội                                      | 2–0      | U19 Thành phố Hồ Chí Minh |
| ----------------------------------------------- | -------- | ------------------------- |
| Trần Thị Hải Linh 4' · Nguyễn Thị Thanh Nhã 64' | Chi tiết | Cù Thị Huỳnh Như 44' 71'  |

### Vòng 2
| U19 Than Khoáng Sản Việt Nam | 0–0      | U19 Thành phố Hồ Chí Minh |
| ---------------------------- | -------- | ------------------------- |
|                              | Chi tiết |                           |

| U19 Phong Phú Hà Nam | 1–2      | U19 Hà Nội                                |
| -------------------- | -------- | ----------------------------------------- |
| Nguyễn Thị Nụ 15'    | Chi tiết | Vũ Thị Hoa 19' · Nguyễn Thị Thanh Nhã 21' |

### Vòng 3
| U19 Thành phố Hồ Chí Minh                                   | 3–0      | U19 Phong Phú Hà Nam |
| ----------------------------------------------------------- | -------- | -------------------- |
| Nguyễn Thị Ngọc Giàu 25' · Nguyễn Thị Tuyết Ngân 40', 90+1' | Chi tiết |                      |

| U19 Hà Nội        | 1–1      | U19 Than Khoáng Sản Việt Nam |
| ----------------- | -------- | ---------------------------- |
| Nguyễn Thị Lệ 85' | Chi tiết | Lê Thị Kim Lảnh 44'          |

### Vòng 4
| U19 Thành phố Hồ Chí Minh            | 2–0      | U19 Hà Nội |
| ------------------------------------ | -------- | ---------- |
| Ngân Thị Vạn Sự 36' · Vũ Thị Hoa 50' | Chi tiết |            |

| U19 Than Khoáng Sản Việt Nam | 1–0      | U19 Phong Phú Hà Nam |
| ---------------------------- | -------- | -------------------- |
| Võ Thị Tuyên 6'              | Chi tiết |                      |

### Vòng 5
| U19 Hà Nội                                            | 3–2      | U19 Phong Phú Hà Nam                         |
| ----------------------------------------------------- | -------- | -------------------------------------------- |
| Nguyễn Thị Tú Anh 51' · Nguyễn Thị Thanh Nhã 57', 81' | Chi tiết | Trần Thị Thu Hồng 18' · Trần Thị Lan Mai 87' |

| U19 Thành phố Hồ Chí Minh                         | 2–1      | U19 Than Khoáng Sản Việt Nam |
| ------------------------------------------------- | -------- | ---------------------------- |
| Nguyễn Thị Tuyết Ngân 3' · Hoàng Thị Ngọc Tâm 11' | Chi tiết | Châu Thị Vang 65'            |

### Vòng 6
| U19 Than Khoáng Sản Việt Nam                                    | 3–2      | U19 Hà Nội                    |
| --------------------------------------------------------------- | -------- | ----------------------------- |
| Trần Thị Thu Xuân 26' · Lê Thị Kim Lảnh 57' · Châu Thị Vang 70' | Chi tiết | Nguyễn Thị Thanh Nhã 32', 51' |

| U19 Phong Phú Hà Nam  | 1–5      | U19 Thành phố Hồ Chí Minh                                                                                |
| --------------------- | -------- | --- |
| Trần Thị Thu Hồng 72' | Chi tiết | Nguyến Thị Ngọc Giàu 15', 28' · Nguyễn Thị Tuyết Ngân 37' · Hoàng Thị Nương 79' · Nguyễn Thị Kim Yến 85' |

## Bảng xếp hạng
| 1 | U19 nữ Hà Nội                   | 6 | 4 | 1 | 1 | 12-7 | +5 | 13 |
| 2 | U19 nữ Thành phố Hồ Chí Minh    | 6 | 3 | 1 | 2 | 10-6 | +4 | 10 |
| 3 | U19 nữ Than Khoáng sản Việt Nam | 6 | 2 | 2 | 2 | 6-6  | 0  | 8  |
| 4 | U19 nữ Phong Phú Hà Nam         | 6 | 1 | 0 | 5 | 5-14 | -9 | 3  |

## Tổng kết mùa giải
- Đội Vô địch: U19 nữ Hà Nội
- Đội thứ Nhì: U19 nữ T.P Hồ Chí Minh
- Đội thứ Ba: U19 nữ Than Khoáng Sản Việt Nam
- Đội đoạt giải phong cách: U19 nữ Than Khoáng Sản Việt Nam
- Cầu thủ xuất sắc nhất giải: Ngân Thị Vạn Sự (7 - U19 nữ Hà Nội)
- Thủ môn xuất sắc nhất giải: Trần Thị Ngọc Anh (28 - U19 nữ Than Khoáng Sản Việt Nam)
- Cầu thủ ghi nhiều bàn thắng nhất giải: Nguyễn Thị Thanh Nhã (11 - U19 nữ Hà Nội, 5 bàn)